# Монмартр
Монмартр (фр. Montmartre), је северни, највиши део Париза, главног града Француске (надморска висина 127 м), са којег се види цео град.
Најверније је сачувао изглед старог Париза са кривудавим улицама и старим кућама. У другој половини XIX века био је центар уметничког и боемског живота, па је то добрим делом и данас. Његове улице, кафане, барове, забавна позоришта овековечиле су чувене личности, попут сликара Тулуз-Лотрек, Реноар, Бонар, Утрило и многи други. На Монмартру се налази и црква Сакр-Кер, на чијем се простору налази и познато гробље Монмартр на коме су сахрањене многе познате личности.

## Историја
Археолошка ископавања показују да су висови Монмартра били окупирани најмање од гало-римских времена. Текстови из 8. века наводе име монс Меркори (планина Меркур), а текст из 9. века говори о планини Марс. Ископавањима 1975. северно од цркве Сен Пјер пронађени су новчићи из 3. века и остаци великог зида. Ранијим ископавањима у 17. веку у фонтани ду Бут  пронађени су остаци римских купатила из 2. века.
Буте дугује своју нарочиту религиозну важност тексту под насловом Чуда Сен Дениса, који је пре 885. написао Хилдуин, игуман манастира Сен Дени, који приповеда како је Сен Дени, хришћански бискуп, обезглављен на врху брда 250. године нове ере. по налогу римског префекта Фесценнија Сисинија за проповедање хришћанске вере гало-римским становницима Лутеције . Према Хилдуину, Денис је сакупио своју главу и однео је до фонтане Сен Дени (на модерном ћорсокаку Жирардон ), а затим се спустио на северну падину брда, где је и умро. Хилдуин је написао да је црква подигнута „на месту које се раније звало Монт де Марс, а затим, срећном променом, „Монт дес Мартирс““. 
Године 1134, краљ Луј VI је купио капелу Меровинга и на том месту саградио цркву Саинт-Пиерре де Монмартре, која још увек стоји. Такође је основао Краљевску опатију Монмартр, манастир бенедиктинског реда, чије су зграде, баште и поља заузимали већи део Монмартра. Подигао је и малу капелу, названу Мартиријум, на месту где се веровало да је Сен Дени обезглављен. Постало је популарно место ходочашћа. У 17. веку на том месту је подигнут манастир под називом Абаје д'ен бас, а 1686. године га је заузела заједница монахиња.